# Филип Панайотов
Филип Ламбев Панайотов е български журналист и изследовател на историята на българската журналистика и печат, професор в Софийския университет „Св. Климент Охридски“.

## Биография
Филип Панайотов е роден на 30 октомври 1933 г. в с. Златарица, Еленско. Той е един от първите преподаватели в специалността „Журналистика“ във Факултета по журналистика и масова комуникация на Софийския университет. Преподавател по история на българската журналистика, зам.-декан, ръководител на катедра „История и теория на журналистиката“. Преподава и народопсихология в УНСС.
Защитава дисертация за научната степен доктор на науките на тема „Печатът в огъня на въстанието (Септемврийското въстание 1923 г. и българският периодичен печат)“ (1980). Доцент от 1973 г. и професор от 1984 г.
Още като млад журналист става главен редактор на вестник „Пулс“, а след това и на списание „Младеж“ (1968 – 1974). Става основател и главен редактор на вестник „АБВ“ (1979 – 1989). По-късно създава и става първи директор на Университетското издателство „Св. Климент Охридски“.
Умира на 14 юни 2023 г.